# Opération Atlantis
L'opération Atlantis est un projet mené, entre 1968 et 1973, par Werner Stiefel afin d'établir un pays libertarien sur les eaux internationales. Il s'est concrétisé en un bateau en béton armé lancé sur le fleuve Hudson et amené dans les Bahamas. À destination, il sombre lors du passage d'un ouragan. Après plusieurs autres tentatives de construire une plateforme marine viable et créer dessus un état souverain, le projet est abandonné.

## Origines
Werner Stiefel est né à Brooklyn, en 1921. Sa famille s'installe en Allemagne pour créer une fabrique de savon, mais doit rapidement quitter le pays, poussée par l’émergence du régime nazi. En 1942, Stiefel, son père, et son frère lancent une nouvelle affaire aux États-Unis, La Stiefel Medicinal Soap Company. Jusqu'en 2006, les Laboratoires Stiefel (en) est des plus importantes compagnies pharmaceutiques au monde dans le domaine de la dermatologie, avec près de 2 500 employés et des succursales dans plus de 100 pays. Werner en était le président et CEO jusqu'à sa retraite en 2001.
Stiefel s'inspire des œuvres d'Ayn Rand, en particulier l'Atlas Shrugged. Malgré sa relative liberté aux États-Unis, Stiefel était convaincu que l'Amérique d'après-guerre était sur la même voie que le socialisme qui avait étranglé la libre entreprise en Europe et en Asie. Pour préserver sa propre liberté et celle d'autres personnes aux vues similaires, Stiefel a cherché à "tester l'hypothèse qu'une société capitaliste libre peut exister et prospérer dans le monde d'aujourd'hui" en construisant physiquement une nation libertaire dans les Caraïbes. C'est le point de départ de l'Opération Atlantis.

## Le Projet

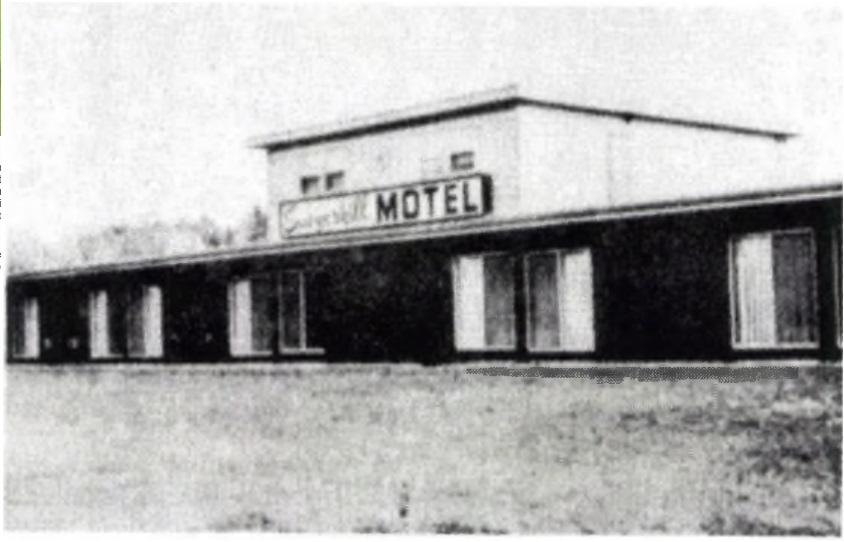
Le Sawyerkill Motel à Saugerties, NC (1968)

Stiefel décline son projet en trois étapes :
- Atlantis I - Motel : Réunir des Libertariens en un seul endroit où ils puissent construire ensemble une communauté intégrée.
- Atlantis II - Vaisseau: Acheter un vaisseau océanique et le déclarer indépendant, naviguant dans les eaux internationales sous son propre drapeau.
- Atlantis III - Vaisseau + île : Grâce au vaisseau et une possible île, créer un état souverain, si possible à proximité des côtes américaines.

## Atlantis I - Motel: Créer une communauté (1968–70)
Sa première action fut de créer l'Atlantis Development Company, grâce à laquelle il achèterait un terrain et l'équipement nécessaires à la construction d'un nouveau pays. Opérant depuis le Sawyerkill Motel à Saugerties, dans l'État de New York, près d'une de ses usines de fabrication de savon, Stiefel commence à rassembler une équipe de jeunes libertaires enthousiastes.
Afin d'attirer des individus de partout aux États-Unis, il a écrit The Story of Operation Atlantis sous le pseudonyme de Werner K. Stevens, et publie le livre via sa propre maison d'édition Atlantis Publishing Company. Le livre était un appel à l'action pour les libertaires entrepreneuriaux qui chercheraient à sortir des États établis et à construire un régime basé sur la liberté.
En mars 1969, Stiefel se rend dans les Caraïbes à la recherche d'une base pour l'Opération Atlantis. Dans son bulletin mensuel, The Atlantis News, Stiefel annonce un emplacement prometteur connu sous le nom de Prickly Pear Cays dans les Îles sous le vent. Ces monts sous-marins appartiennent au gouvernement anguillais, qui refusera de les vendre à Atlantis.
Alors que la communauté d'Atlantis I ne cessait de croître, Stiefel poursuit ses recherches. Au printemps 1970, les Atlantes se décident pour les Silver Shoals Cays, revendiqués par Haïti et les Bahamas, comme emplacement approprié pour plate-forme maritime habitable avec ses hauts-fonds. En mai de la même année, Stiefel visite la région pour prendre des photos aériennes et planifier l'installation.

## Atlantis II - Vaisseau (1970–71)

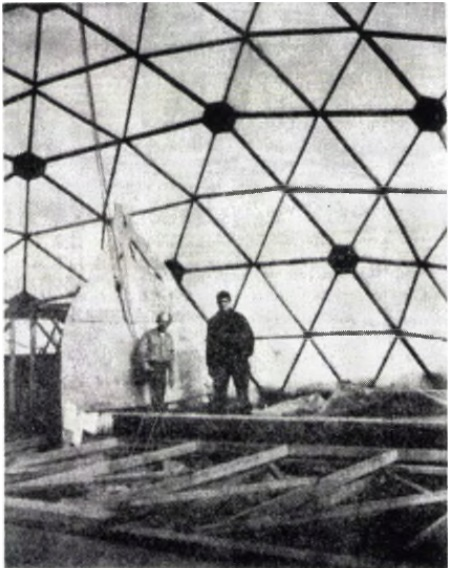
Atlantes sous le dôme géodésique pendant la construction d'Atlantis II (1970)

À la fin de l'été 1970, Stiefel et la communauté Atlantis sont satisfaits du choix des Silver Shoals pour le futur Atlantis III. Ils se sont déjà prêts à initier la phase II de leur plan, et commencent à réunir les matériaux nécessaires pour la construction leur bateau en béton, l'Atlantis II.
Un dôme géodésique, proche du Sawyerkill Motel, leur base, sert d'entrepôt pour le matériel et de chantier.
Les membres de l'Opération Atlantis se lancent dans la construction d'un vaisseau long de 12 m. Avec l'aide de spécialistes indépendants, l'Atlantis II est terminé en décembre 1971.

## Atlantis III et déclin (1971–73)
Une fois l'Atlantide II terminé, Stiefel et les Atlantes sont impatients de lancer le vaisseau avant le gel du fleuve Hudson pendant l'hiver.
Le bateau en béton est mis à l'eau à marée haute, mais au fur et à mesure que la marée se retire, le bateau chavire et se couche sur le côté dans la boue. Une lampe à pétrole se brise à l'intérieur et l'incendie qui suit détruit en partie l'intérieur.
Néanmoins, la coque en béton et en acier a survécu, et le bateau commence finalement son voyage le long de la côte est des États-Unis en direction des Silver Shoals. Après plusieurs incidents, dont un arbre d'hélice cassé, Atlantis II atteint les Bahamas. Ce succès de courte durée, car un ouragan coule le bateau peu après,.
Malgré cette perte, les membres de l'opération Atlantis n'ont pas abandonné. Stiefel achete un nouveau bateau et déplace l'opération vers l'Île de la Tortue, où les Atlantes se préparent à construire leur nouveau vaisseau sur la terre ferme. Le gouvernement haïtien est très soupçonneux. L'Opération Atlantis est chassée de l'Île de la Tortue et forcée de se préparer à construire Atlantis III à Silver Shoals. Après avoir dragué du sable pour une nouvelle île et même récupéré des pièces d'argent d'un naufrage à proximité, ils reprennent espoir dans le rêve de Stiefel de créer un régime libertaire bien réel.
Néanmoins, des rumeurs circulent parlant de pirates qui provoqueraient des naufrages dans la région. Une canonnière haïtienne arrive alors sur le site du chantier de construction d'Atlantis. Les prenant pour des voleurs, son capitaine donne les choix aux Atlantes de partir ou de se faire tirer dessus. Sans armes pour se défendre et ne cherchant pas d'incident international, Stiefel et ses alliés sont contraints d'abandonner les Silver Shoals.
Après ce fiasco, la plupart des membres de l'opération Atlantis retournent aux États-Unis. Pour relancer le projet, Stiefel achète une plate-forme pétrolière qu'il prévoit de remorquer et de déposer sur Misteriosa (en), un atoll submergé entre le Honduras et Cuba.
Comme les autres, cet engin n'arrive pas à bon port. Il est pris dans un ouragan et détruit. La dernière tentative de Stiefel de créer une nation libertaire a été d'acheter une île au large des côtes du Belize avec l'intention d'obtenir le statut de port franc du gouvernement bélizien. Enfin, vieillissant et fatigué de la bureaucratie, il met l'île en vente, marquant la fin de l'opération Atlantis.

## Suite
Le projet de création d'une micronation sur l'atoll Misteriosa aura une suite en 1999 avec New Utopia.